# Jon Davison
Jon Davison (Laguna Beach, 16 gennaio 1971) è un cantante e polistrumentista statunitense, attuale voce solista, frontman e strumentista del gruppo rock progressivo britannico Yes.

## Biografia
Jon Davison ha suonato come bassista nel gruppo musicale Sky Cries Mary (con il soprannome Juano) e, successivamente, dal 2009 al 2014 è stato il cantante del gruppo progressive rock Glass Hammer.
Consigliato tempo addietro a Chris Squire da Taylor Hawkins dei Foo Fighters, Davison è entrato nel noto gruppo rock progressivo Yes nel febbraio del 2012 in qualità di cantante e polistrumentista, sostituendo alla voce Benoît David nelle tappe rimanenti del Fly from Here Tour che il canadese era impossibilitato a proseguire per problemi di salute e relazionali con altri componenti della band.
Con gli Yes, ha inciso l'album in studio dal titolo Heaven & Earth (2014) , The Quest (2021), Mirror to the Sky (2023) e vari album dal vivo, registrati durante i tour mondiali performati come membro del gruppo britannico.

## Discografia

### Con gli Sky Cries Mary
- 1993 – This Timeless Turning
- 1997 – Moonbathing on Sleeping Leaves
- 1998 – Fresh Fruits for the Liberation
- 1999 – Seeds
- 2005 – Here and Now
- 2007 – Small Town
- 2009 – Space Between the Drops
- 2011 – Taking The Stage: 1997–2005

### Con i Glass Hammer
- 2010 – If
- 2011 – Cor Cordium
- 2012 – The Stories Of H.P. Lovecraft: A SyNphonic Collection  (brano “Cool Air”)
- 2012 – Perilous
- 2014 – Ode to Echo

### Con gli Yes
- 2014 – Heaven & Earth
- 2014 – Like It Is: Yes at the Bristol Hippodrome
- 2015 – Like It Is: Yes at the Mesa Arts Center (registrato nel 2014)
- 2017 – Topographic Drama – Live Across America
- 2021 - The Quest
- 2023 - Mirror to the Sky

### Collaborazioni
- 2012 - brano "The Sick Rose" dall'album Absinthe Tales of Romantic Visions dei Mogador
- 2017 - brano "Josephine's Regrets" dall'album Chaptersend dei Mogador